# Parque nacional Portobelo
El Parque nacional Portobelo está ubicado en la provincia de Colón, fue creado en 1976 y posee una extensión de 35,929 ha.   Aproximadamente un cuarto de su extensión es área marina y las fortificaciones que rodean la ensenada de la bahía de Portobelo fueron declaradas Patrimonio Mundial Cultural por la UNESCO en 1980.

## Características
Posee 15,465 hectáreas de bosques primarios y recorren su extensión ríos como el Guanche, el río Cascajal, el Piedras, el Iguana, el Iguanita, el Claro, el Piña y el Brazuelo.  Entre sus montañas destacan la sierra Llorona, los cerros Pan de Ázucar y Palmas y el cerro Bruja, su punto más alto. Entre sus árboles es famoso el Palo Santo (Erythrina fusca), por sus vistosas flores color naranja en época seca.   En el litoral entre la bahía de San Cristóbal y la bahía de Buenaventura se pueden encontrar grandes extensiones de bosques de manglares, en los cuales una parte de la población aun tiene la tradición de cortar el mangle para convertirlo en carbón.
En sus playas anidan especies como la tortuga carey (Eretmochelys imbricata), en peligro de extinción.  Entre las aves se pueden observar el águila pescadora (Pandion haliaetus), el gavilán cangrejero (Buteogallus anthracinus) y la garza tigre barreteada (Tigrisoma fasciatum), así como el martín pescador del Istmo (Ceryle torquata) y el gavilán negro mayor (Buteogallus urubitinga).